# Marius Eriksen
Emil Marius Eriksen (født 9. december 1886 i Barbu, død 14. september 1950 i Oslo) var en norsk gymnast, som deltog i OL 1912 i Stockholm.
Ved OL 1912 i Stockholm var han med på det norske hold i gymnastik efter svensk system. Svenskerne vandt guld efter at have opnået 937,46 point, mens Danmark blev toer med 898,84 point, og nordmændene vandt bronze med 857,21 point. Kun disse tre hold deltog i konkurrencen.
Han var far til de to alpine skiløbere Marius og Stein Eriksen, hvoraf sidstnævnte vandt en guld- og en sølvmedalje ved vinter-OL 1952.